# 34616 Andrewbennett
34616 Andrewbennett è un asteroide della fascia principale. Scoperto nel 2000, presenta un'orbita caratterizzata da un semiasse maggiore pari a 2,9868964 au e da un'eccentricità di 0,1303180, inclinata di 3,69704° rispetto all'eclittica.